# أبحاث متلازمة داون

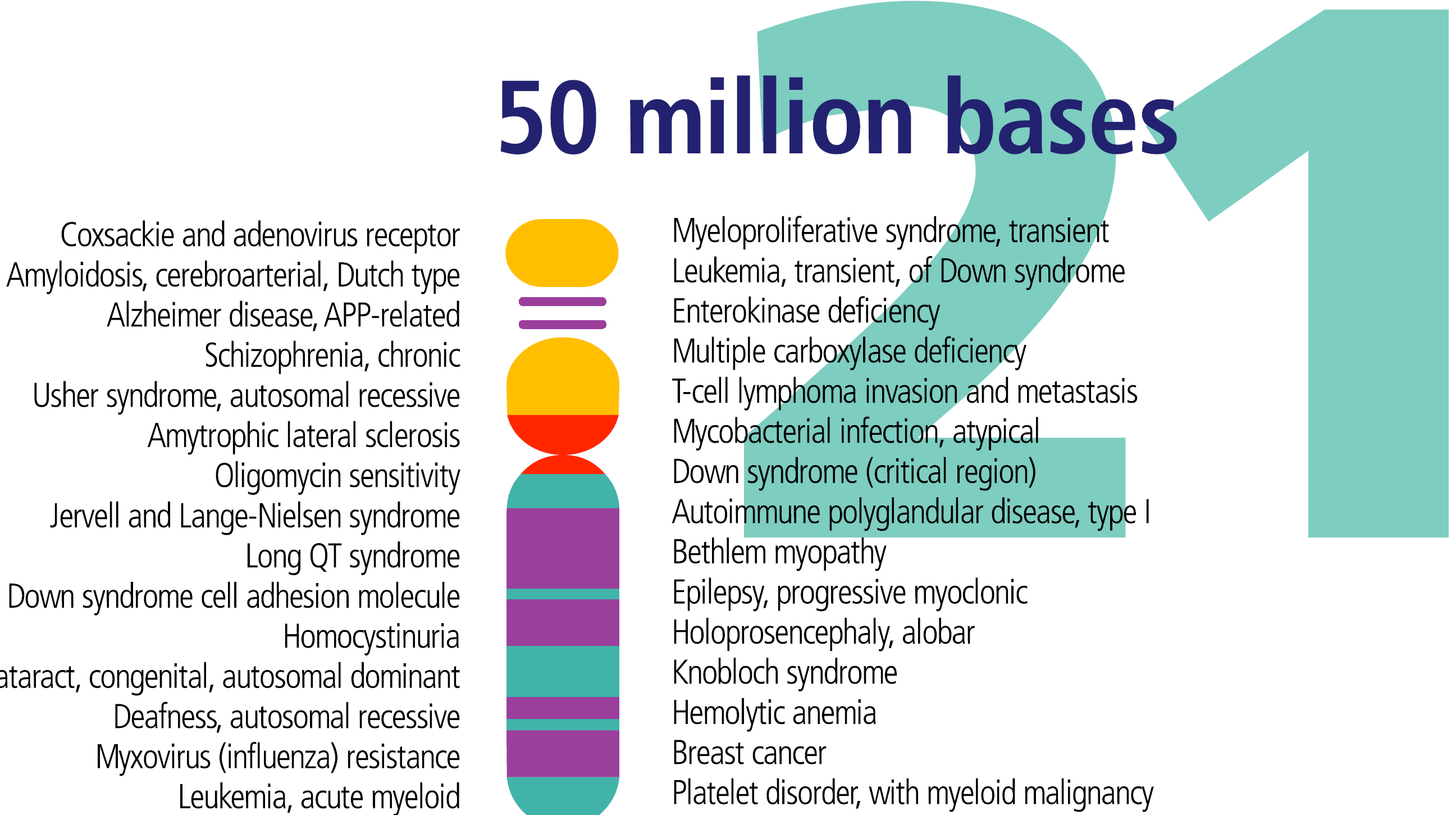
وصف الكروموسوم البشري 21

يعتمد البحث حول الجينات المرتبطة بمتلازمة داون على دراسة الجينات الموجودة في الكروموسوم 21. بشكل عام، يؤدي ذلك إلى فرط التعبير عن الجينات. قد يساعد فهم الجينات المعنية في توجيه العلاج الطبي للأفراد المصابين بمتلازمة داون. تشير التقديرات إلى أن الكروموسوم 21 يحتوي على 200-250 جينًا. حددت الأبحاث الحديثة منطقة من الكروموسوم تحتوي على الجينات الرئيسية المسؤولة عن التسبب في متلازمة داون، وتقع بالقرب من الذراع الطويل للكروموسوم 21 في المنطقة 2 والعصابة 2 وتحت العصابة 3. عادةً ما يتم البحث عن الجينات الرئيسية المرتبطة بخصائص متلازمة داون في الذراع الطويلة للكروموسوم 21 في المنطقة 2 والعصابة 1 والذراع الطويلة للكروموسوم 21 في المنطقة 2 والعصابة 2 وتحت العصابة 3.

## البحث العام
يوضح البحث الذي أجراه آرون وآخرون أن بعض الأنماط الظاهرية المرتبطة بمتلازمة داون قد تكون مرتبطة بخلل تنظيم عوامل النسخ (596)، وعلى وجه الخصوص، العامل النووي للخلايا التائية النشطة (إن إف إيه تي). يتم التحكم في إن إف إيه تي جزئيًا بواسطة بروتينين، دي إس سي آر 1 ودي واي آر كاي 1 إيه؛ يوجد هذين الجينين على الكروموسوم 21 (إبشتاين 582). لدى الأفراد الذين يعانون من متلازمة داون، يكون تركيز هذه البروتينات أكثر من الطبيعي بمرة ونصف (آرون وآخرون 597). تحافظ المستويات المرتفعة من دي إس سي آر 1 ودي واي آر كاي 1 إيه على توضع إن إف إيه تي بشكل أساسي في السيتوبلازم بدلًا من النواة، ما يمنع إن إف إيه تي سي من تنشيط نسخ الجينات المستهدفة وإنتاج بروتينات معينة (إبشتاين 583).
اكتُشف هذا الخلل في التنظيم عن طريق الاختبارات على الفئران المعدلة وراثيًا التي خضعت أجزاء من كروموسوماتها إلى التكرار لمحاكاة تثلث الكروموسوم 21 البشري (آرون وآخرون 597). أظهر اختبار يشمل قوة القبضة أن قبضة الفئران المعدلة وراثيًا كانت أضعف بشكل ملحوظ، بشكل مشابه لضعف قوة توتر العضلات المميز للفرد المصاب بمتلازمة داون (آرون وآخرون 596). ضغطت الفئران على مسبار بيدها وأظهرت قوة قبضة أضعف بمقدار 0.2 نيوتن (آرون وآخرون 596). تتميز متلازمة داون أيضًا بزيادة التنشئة الاجتماعية. عندما تمت مراقبة الفئران المعدلة وغير المعدلة في تفاعلاتها الاجتماعية، أظهرت الفئران المعدلة تفاعلات أكثر بنسبة 25% مقارنةً بالفئران غير المعدلة (آرون وآخرون 596).

## الدراسات فوق الجينية لتأثيرات الشيخوخة المتسارعة
يرافق تثلث الكروموسوم 21 زيادة خطر الإصابة بالعديد من الأمراض المزمنة التي ترتبط عادةً بالشيخوخة مثل زيادة خطر الإصابة بمرض الزهايمر. تشير المظاهر السريرية للشيخوخة المتسارعة إلى أن تثلث الكروموسوم 21 يزيد العمر البيولوجي للأنسجة، لكن الأدلة الجزيئية لهذه الفرضية كانت قليلة. وفقًا لمؤشر حيوي لعمر الأنسجة يُعرف بالساعة الفوق جينية، تبين أن تثلث الكروموسوم 21 يزيد بشكل كبير من عمر أنسجة الدم والدماغ (بمعدل 6.6 سنوات).